# Principi d'equivalència superficial
En electromagnetisme, el principi d'equivalència superficial o teorema d'equivalència superficial relaciona una distribució de corrent elèctric arbitrària dins d'una superfície tancada imaginària amb una font equivalent a la superfície. També es coneix com a principi d'equivalència de camp, principi d' equivalència d'Huygens  o simplement com a principi d'equivalència. En ser una reformulació més rigorosa del principi de Huygens-Fresnel, sovint s'utilitza per simplificar l'anàlisi d'estructures radiants com les antenes.

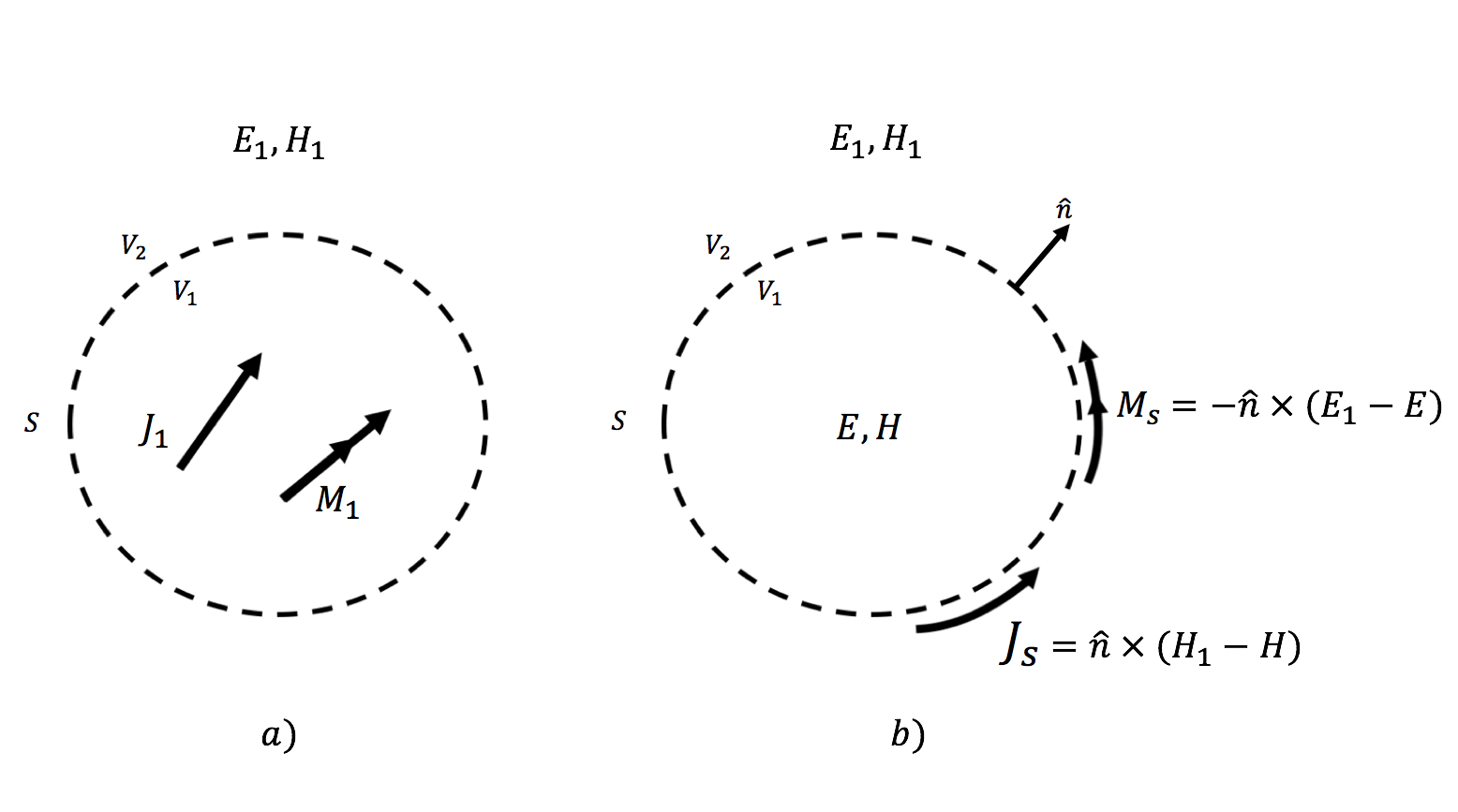
Il·lustració del principi d'equivalència per a una superfície tancada imaginària amb elèctriques impressionades i corrent magnètic fonts: problemes originals (a) i equivalents (b) sobre la superfície imaginària,. i representen les distribucions de fonts originals dins de la superfície. La formulació equivalent produeix la mateixa distribució de camps elèctrics i magnètics externs que en el problema original. Els camps interns i els corrents superficials es trien per fer complir les condicions de contorn.

Algunes formulacions del principi també es coneixen com a principi d'equivalència de Love i principi d'equivalència d'Schelkunoff, després d'Augustus Edward Hough Love i Sergei Alexander Schelkunoff, respectivament.

## Significat físic

### Formulació general
El principi produeix un problema equivalent per a un problema de radiació introduint una superfície tancada imaginària i densitats de corrent superficials fictícies. És una extensió del principi d'Huygens-Fresnel, que descriu cada punt d'un front d'ona com una font d'ona esfèrica. L'equivalència dels corrents superficials imaginaris s'executa pel teorema de la unicitat en electromagnetisme, que dicta que es pot determinar una solució única fixant una condició de límit en un sistema. Amb l'elecció adequada de les densitats de corrent imaginàries, els camps dins de la superfície o fora de la superfície es poden deduir dels corrents imaginaris.  En un problema de radiació amb fonts de densitat de corrent donades, densitat de corrent elèctric {\displaystyle J_{1}} i la densitat de corrent magnètic {\displaystyle M_{1}}, les condicions de contorn del camp tangencial ho requereixen
{\displaystyle J_{s}={\hat {n}}\times (H_{1}-H)}
{\displaystyle M_{s}=-{\hat {n}}\times (E_{1}-E)}
on {\displaystyle J_{s}} i {\displaystyle M_{s}} corresponen a les fonts de corrent imaginàries que s'imprimeixen a la superfície tancada. {\displaystyle E} i {\displaystyle H} representen els camps elèctrics i magnètics dins de la superfície, respectivament, mentre {\displaystyle E_{1}} i {\displaystyle H_{1}} són els camps fora de la superfície. Tant els corrents originals com els imaginaris haurien de produir les mateixes distribucions de camps externs.

### Principis d'equivalència de Love i Schelkunoff

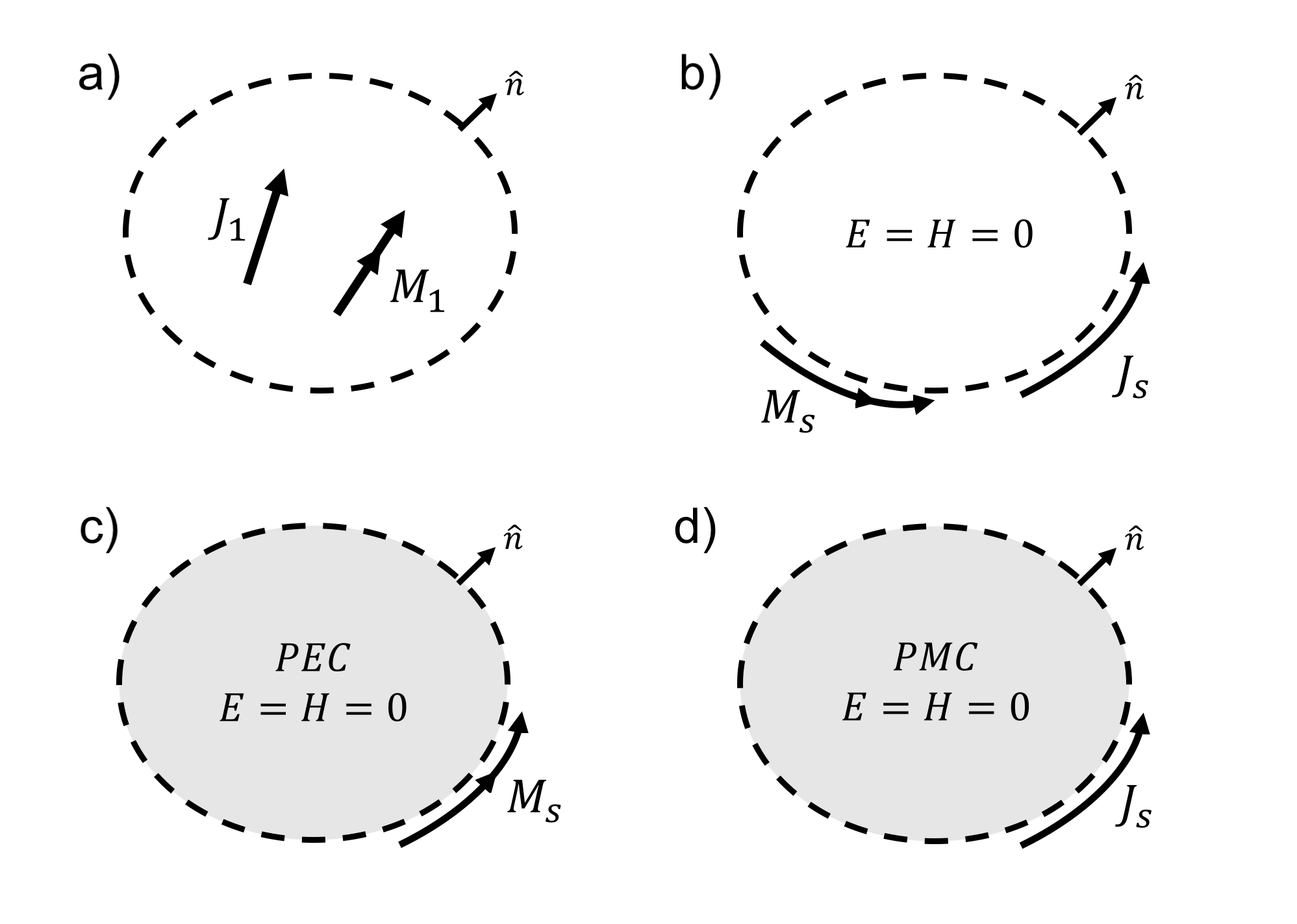
Il·lustració dels principis d'equivalència d'Amor i Schelkunoff: a) El problema original, b) Problema equivalent d'amor, c) Problema equivalent de Schelkunoff amb conductor elèctric perfecte, d) Problema equivalent de Schelkunoff amb conductor magnètic perfecte. Tots els problemes tenen els mateixos camps externs.

Segons les condicions de contorn, els camps dins de la superfície i les densitats de corrent es poden triar arbitràriament sempre que produeixin els mateixos camps externs. El principi d'equivalència de l'amor, introduït el 1901 per Augustus Edward Hough Love, pren els camps interns com a zero:
{\displaystyle J_{s}={\hat {n}}\times H_{1}}
{\displaystyle M_{s}=-{\hat {n}}\times E_{1}}
Els camps dins de la superfície es denominen camps nuls. Així, els corrents superficials s'escullen per mantenir els camps externs en el problema original. Alternativament, es pot formular un problema equivalent d'amor per a les distribucions de camp dins de la superfície: això requereix el negatiu dels corrents superficials per al cas de radiació externa. Així, els corrents superficials irradiaran els camps del problema original a l'interior de la superfície; no obstant això, produiran camps externs nuls.
El principi d'equivalència de Schelkunoff, introduït per Sergei Alexander Schelkunoff,    substitueix la superfície tancada per un cos de material perfectament conductor. En el cas d'un conductor elèctric perfecte, els corrents elèctrics que s'imprimeixen a la superfície no irradiaran a causa de la reciprocitat de Lorentz. Així, els corrents originals només es poden substituir per corrents magnètics superficials. Una formulació similar per a un conductor magnètic perfecte utilitzaria corrents elèctrics impressionats.
Els principis d'equivalència també es poden aplicar a semiespais conductors amb l'ajuda del mètode de càrregues d'imatge.

## Aplicacions
El principi d'equivalència de superfície s'utilitza molt en l'anàlisi de problemes d'antena per simplificar el problema: en moltes de les aplicacions, la superfície propera s'escull de manera que englobi els elements conductors per alleujar els límits d'integració numèrica. Els usos seleccionats en la teoria de l'antena inclouen l'anàlisi de les antenes d'obertura i l'enfocament del model de cavitat per a les antenes patch de microstrip. També s'ha utilitzat com a mètode de descomposició de domini per a l'anàlisi del mètode de moments d'estructures complexes d'antena. La formulació de Schelkunoff s'utilitza especialment per als problemes de dispersió.
El principi també s'ha utilitzat en el disseny d'anàlisi de metamaterials com les metasuperfícies de Huygens i els dispersors plasmònics.